# Universität Ankara
Die Universität Ankara (türkisch: Ankara Üniversitesi) ist eine staatliche Universität in der türkischen Hauptstadt Ankara mit rund 45.000 Studenten und 3.720 wissenschaftlichen Angestellten.

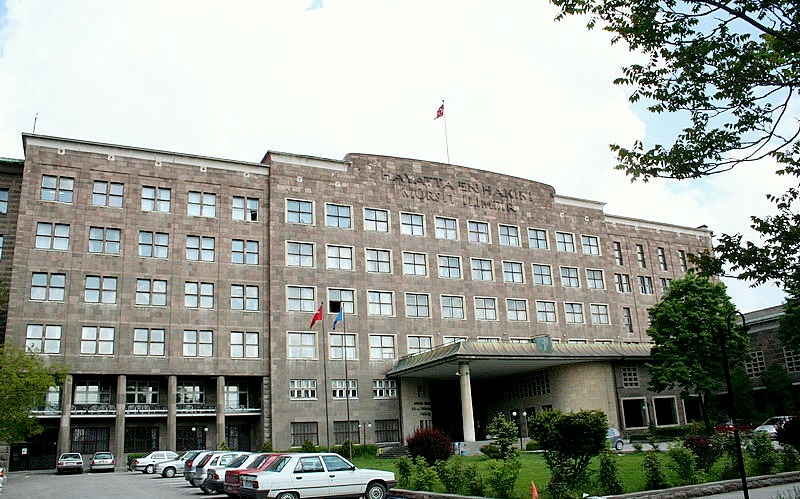
Fakultät für Sprache, Geographie und Geschichte. Architekt war Bruno Taut

## Geschichte
Die Geschichte dieser Universität Ankara geht auf die Gründung der Rechtsschule im Jahre 1925 zurück. 1933 wurde zusätzlich ein „Hohes Institut für Landwirtschaft“, Yüksek Ziraat Enstitüsü (YZE), gegründet, das 1935 den Lehrbetrieb aufnahm. 1935 folgte die Fakultät für Sprache, Geschichte und Geographie. 1936 ordnete Mustafa Kemal Atatürk an, die im Jahre 1859 gegründete Verwaltungsschule Mekteb-i Mülkiye nach Ankara zu versetzen und benannte sie um in die Schule für Politikwissenschaft. Heute wird die Fakultät immer noch Mülkiye genannt. Diese Verwaltungsschule diente schon im Osmanischen Reich der Erziehung von Elitebürokraten für den Staat. 1943 wurde die Physikfakultät und 1945 die Medizinfakultät gegründet. Aus diesen Fakultäten entstand 1946 die Ankara Universität.
1948 kamen das Hohe Institut für Landwirtschaft und die Fakultät für Veterinärwesen dazu. 1949 wurde die Fakultät für Theologie gegründet. Die Schule für Politikwissenschaft bekam 1950 den Status einer Fakultät. 1960 wurde die Fakultät für Pharmazie gegründet. Die 1963 gegründete Hochschule für Zahnmedizin wurde 1977 zur Fakultät. 1965 wurden die Fakultät für Bildungswissenschaften und die Schule für Presse- und Verlagswesen gegründet, letztere wurde später in die Fakultät für Kommunikationswissenschaften umgewandelt. Die Fakultät für Ingenieurwesen entstand aus der Fakultät für Physik im Jahre 2001. Die Fakultät für Gesundheitsbildung begann 1996 mit dem Lehrbetrieb und wurde 2007 in Fakultät für Gesundheitswissenschaft umbenannt.

## Theologische Fakultät
Die Theologische Fakultät hat bis heute in der Türkei eine Führungsrolle inne. Hier hat sich eine Gruppe von modernistisch ausgerichteten Theologen gebildet, die auf hohem theologisch-philosophischem Niveau methodische Grundsatzfragen behandelt und sich um ein neues, zeitgemäßes Islamverständnis bemüht. Der Kreis bezeichnet sich selbst als Ankaraner Schule.

## Bekannte Absolventen
- Ahmet Akyalçın (1949–2018), Präsident des Kompetenzkonfliktgerichts
- Bülent Arınç (* 1948), türkischer Politiker
- Sa'd ad-Din Arkidsch (* 1948), irakisch-turkmenischer Politiker und Vorsitzender der Turkmenenfront des Irak
- Beşir Atalay (* 1947), türkischer Soziologe, Hochschulprofessor, Politiker und Innenminister
- Mehmet Aydın (* 1943), türkischer Philosoph, Politiker und Staatsminister
- Deniz Baykal (1938–2023), türkischer Politiker und früherer Parteichef der Cumhuriyet Halk Partisi
- Mustafa Birden (* 1946), Präsident des Türkischen Staatsrats
- Mevlüt Çavuşoğlu (* 1968), türkischer Politiker und Präsident der Parlamentarischen Versammlung des Europarates
- Burhan Cahit Doğançay (1929–2013), türkischer Maler und Fotograf
- Metin Feyzioğlu (* 1969), türkischer Strafrechtler
- Hasan Gerçeker (* 1946), Präsident des Türkischen Kassationshofs
- Erdal İnönü (1926–2007), türkischer Physiker und ehemaliger Außenminister
- İsmail Kılıç Kökten (1904–1974), Archäologe, Professor
- Adnan Menderes (1899–1961), ehemaliger Ministerpräsident der Türkei
- Uğur Mumcu (1942–1993), türkischer Journalist und Schriftsteller
- Ahmet Necdet Sezer (* 1941), ehemaliger Staatspräsident der Türkei
- Işın Yalçınkaya (* 1943), Archäologin, Professorin
- Mesut Yılmaz (1947–2020), Politiker und ehemaliger Ministerpräsident der Türkei
- Namık Kemal Zeybek (* 1944), türkischer Politiker und Parteichef der Demokratischen Partei